# 군산 성불사 석가여래행적송
군산 성불사 석가여래행적송(群山 成佛寺 釋迦如來行蹟頌)은 대한민국 전북특별자치도 군산시 서래내길 34, 성불사에 있는 불경이다. 2015년 12월 28일 전라북도의 유형문화재 제238호로 지정되었다.

## 지정사유
석가여래행적송은 1571년(선조4년) 금호도인 의천이 필사하여 간행한 판본을 저본으로 하여 1643년(인조21년)에 용복사에서 간행한 것으로, 불서로서 사료적 가치가 매우 높다.

## 참고 자료
- 군산 성불사 석가여래행적송 - 국가유산청 국가유산포털